# Parafia Nawiedzenia Najświętszej Maryi Panny w Topolnie
Parafia Nawiedzenia Najświętszej Maryi Panny w Topolnie – parafia rzymskokatolicka, znajdująca się w diecezji pelplińskiej, w dekanacie Świecie nad Wisłą.